# Хепатология
Хепатологията (от старогръцки: ἧπαρ, ἥπᾰτος – черен дроб и λόγος – учение) e дял от медицината, занимаващ се със строежа, функциите и заболяванията на черния дроб, жлъчния мехур, жлъчния тракт и панкреаса.
Заболяванията и усложненията, свързани с вирусния хепатит и алкохола, са основните причини да се търси консултация със специалист хепатолог. Повече от два милиарда души са били инфектирани от вируса на хепатит В в някой момент от живота си, и примерно 350 милиона са станали постоянни носители. До 80% от случаите на рак на черния дроб може да се отнесат към вируса на хепатит B или хепатит C. По ниво на смъртност първото отстъпва само на пушенето сред известните агенти, предизвикващи рак.

## История
Хипократ е един от първите учени, който прави изследвания в тази област. Той описва чернодробен абсцес през 400 г. пр.н.е. в „Афоризми“, а римският анатом Гален счита черния дроб за главен орган в тялото. Той също така определя неговата връзка с жлъчния мехур и слезката.
Към днешна дата, хепатологията се е развила като отделна наука от гастроентерологията. Д-р Шийла Шерлок (1918 – 2001), е пионер в тази наука и е смятана се за „майка на хепатологията“. През 1948-ма година в САЩ се създава Американска асоциация за изследване на чернодробните заболявания (American Association for the Study of Liver Diseases – AASLD).
През 1959-та година в Кралската свободна болница (Лондон) се създава първото отделение и изследователски център, свързан с хепатологичните заболявания.